# Список соборов Армении
Портал:Соборы
| Собор                                                     | Изображение | Локализация | Дата       | Стиль     | Комментарий |
| --------------------------------------------------------- | ----------- | ----------- | ---------- | --------- | ----------- |
| Эчмиадзинский кафедральный собор                          |             | Эчмиадзин   | 4 в.       | армянский |             |
| Талинский собор                                           |             | Талин       | 7 в.       | армянский |             |
| Кафедральный собор (с. Птгни)                             |             | Птгни       | VI—VII вв. | армянский |             |
| Кафедральный собор Святого Григория Просветителя (Ереван) |             | Ереван      | 2001 г.    | армянский |             |